# L'Homme-dieu de Bisso
L'Homme-dieu de Bisso est un roman de l'écrivain camerounais Étienne Yanou, paru en 1974 aux éditions Clé,. L'ouvrage reçoit le Grand Prix littéraire d'Afrique noire en 1975.